# Dehonianer
Die Dehonianer (Gemeinschaft der Herz-Jesu-Priester, lateinisch Congregatio Sacerdotum a Sacro Corde Jesu, Ordenskürzel SCI oder SCJ) sind eine Ordensgemeinschaft in der römisch-katholischen Kirche. Der französische Priester Léon Gustave Dehon (1843–1925) gründete die Gemeinschaft, die häufig nach ihm benannt wird, im Jahr 1878.

## Verbreitung
Weltweit gehören rund 2.200 Mitbrüder zu dieser Gemeinschaft. Besonders stark sind die Herz-Jesu-Priester heute in Brasilien vertreten. Etwa 50 Herz-Jesu-Priester leben und arbeiten in den deutschen Niederlassungen: Freiburg im Breisgau (Ausbildungs- und Studienhaus, Krankenseelsorge u. a.), Handrup/Emsland (Gymnasium Leoninum, Pfarrseelsorge), Maria Martental (Wallfahrtskirche und Pfarrseelsorge bei Leienkaul, Verbandsgemeinde Kaisersesch), Oberhausen, Berlin (Pfarrseelsorge und Citypastoral) sowie in Neustadt an der Weinstraße (Provinzialat, Herz-Jesu-Kloster Neustadt an der Weinstraße, Bildungs- und Exerzitienhaus, Pfarrseelsorge). Einige Mitbrüder arbeiten auch auf Einzelstellen. Der bis 2018 als Generaloberer der Gemeinschaft amtierende Deutsche Heiner Wilmer wurde im selben Jahr Bischof von Hildesheim.

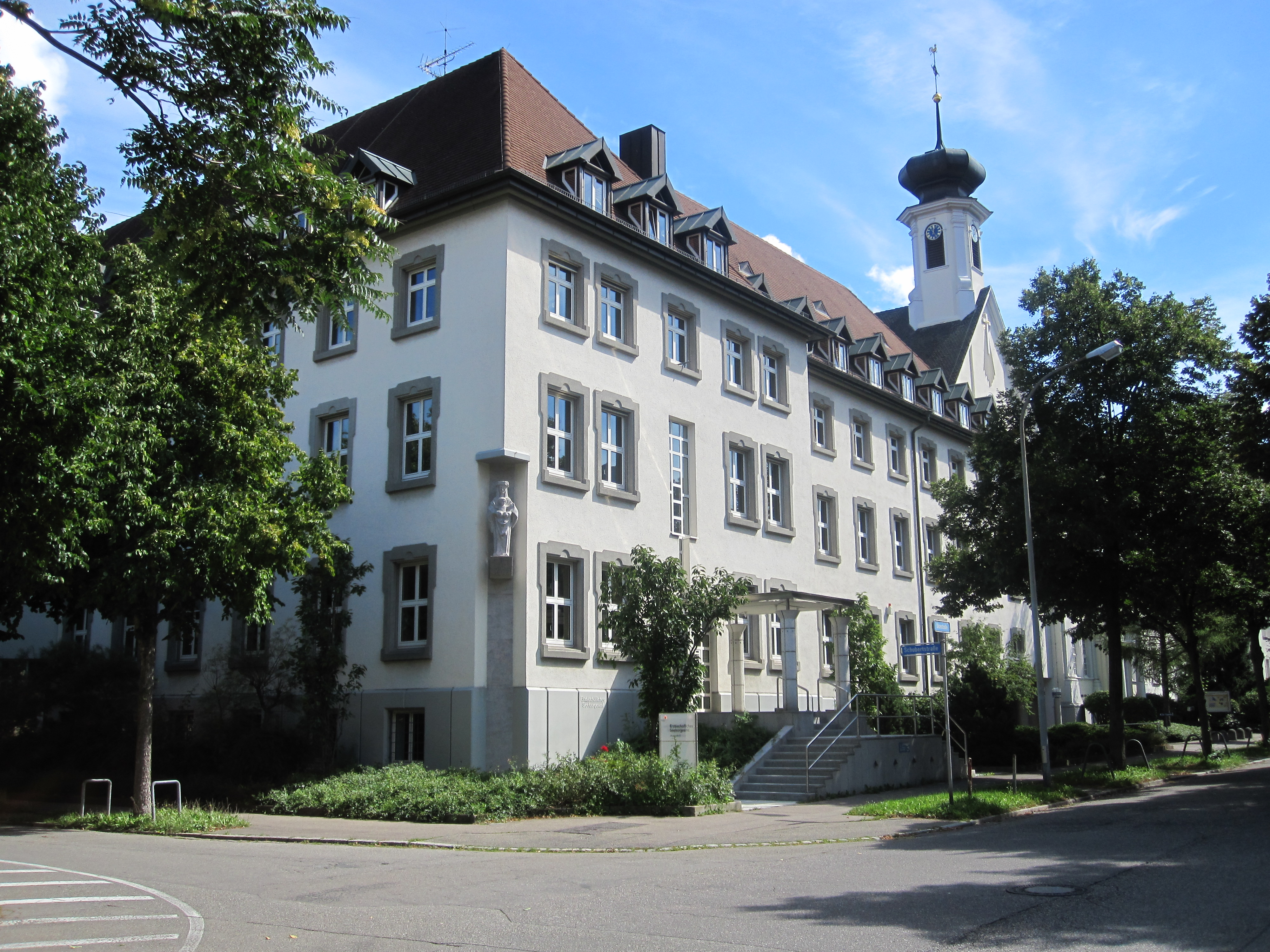
Herz-Jesu-Kloster in Freiburg
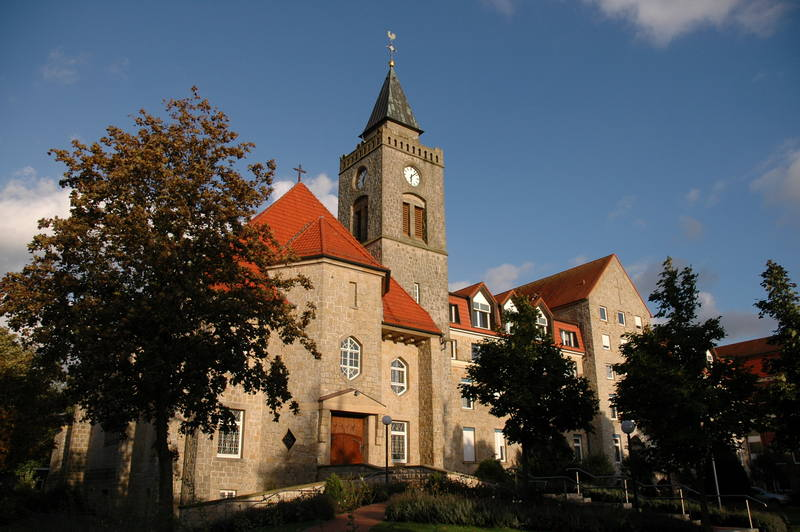
Kloster mit Kirche in Handrup

## Arbeitsbereiche
Die Herz-Jesu-Priester gehören zu den sogenannten apostolischen Kongregationen, deren Mitglieder häufig in der pfarrlichen Seelsorge (Pfarrei), in der Kategorialseelsorge für bestimmte Personengruppen, wie Kranke, Senioren, Jugendliche usw., sowie im Bildungswesen (Schule, Religionsunterricht, religiöse Erwachsenenbildung) tätig sind. Auch setzen sich diese Gemeinschaften karitativ für Notleidende im In- und Ausland ein.
In Berlin lassen sich die Dehonianer durch die Nachbarschaft im Szene-Kiez inspirieren und machen unkonventionelle Angebote, um die Menschen mit dem Glauben und der Kirche in Berührung zu bringen, so z. B. einen Schreiner-Workshop („Do it yourself! Zimmermann kann jede(r)“), eine Aktion im Klostergarten, Single-Gottesdienste zum Valentinstag oder auch Gottesdienste mit Tiersegnung. Die monatlichen Kneipenabende mit der Möglichkeit zum religiösen Gespräch haben das Motto „Über Gott bei Gagarin“.

## Organisation
Typisch für apostolische Gemeinschaften ist, dass die Mitglieder nicht auf Dauer an ein bestimmtes Kloster gebunden sind, sondern nach Bedarf versetzt werden können. Die Mitbrüder legen nach dem Noviziat die Profess der Armut, Ehelosigkeit und des Gehorsams ab. Mit diesen Gelübden gehören sie zunächst auf Zeit und nach der ewigen Profess für immer dem Institut an. Zu den Dehonianern zählten im Jahr 2007 neben etwa 1590 Priestern (Patres) auch zwei Kardinäle, 20 Bischöfe, 26 Diakone sowie 160 Laienbrüder. Im Jahr 2018 sind es noch 1580 Priester. Alle Mitglieder haben im Orden – zumindest theoretisch – dieselben Rechte und Pflichten. Auch die etwa 400 jungen Mitbrüder in Ausbildung (Novizen, Brüder und Studenten) zählen – in abgestufter Weise – zur Gemeinschaft. Die Mitbrüder tragen kein Ordensgewand (Habit) und sind nicht zum gemeinsamen Chorgebet verpflichtet. An der Spitze der Gemeinschaft untersteht der Generalobere dem Papst in Rom. Der Generalobere wird vom Kapitel, der Versammlung delegierter Mitbrüder aus allen Erdteilen, auf Zeit gewählt. Der Leiter jeder Provinz, der Provinzial, und die Rektoren der Häuser werden auf Zeit gewählt. Gewählte Räte unterstützen die Amtsträger bei ihrer Arbeit. In manchen Ländern sind die Häuser statt einer Provinz Regionen und Distrikten zugeordnet.
Am 6. Oktober 2015 berief die Generalleitung in Rom Pater Heinz Lau nach viermonatiger Interimsführung zum Provinzial der deutschen Ordensprovinz. Lau löste damit Pater Heiner Wilmer ab, der dieses Amt wiederum ab dem 1. August 2007 von Pater August Hülsmann übernommen hatte und am 25. Mai 2015 zum Generalsuperior des Gesamtordens gewählt worden war.

## Generalsuperiore
- Léon Dehon (28. Juni 1878–12. August 1925)
- Joseph Laurent Philippe (20. Januar 1926–24. Oktober 1935)
- Willein Theodorus Govaart (24. Oktober 1935–7. September 1953)
- Alphons Maria Lellig (11. Januar 1954–13. Dezember 1958)
- Joseph Anthony De Palma (15. Juli 1959–6. Juni 1967)
- Albert Bourgeois (1967–1979)
- Antonio Panteghini (6. Juni 1979–24. Mai 1991)
- Virginio Domingo Bressanelli (1991–2003)
- José Ornelas de Carvalho (2003–2015)
- Heiner Wilmer (Mai 2015–Mai 2018)
- Carlos Enrique Caamaño Martín (April–Juli 2018)
- Carlos Luis Suarez Codorniú (seit Juli 2018)[8][1]

## Geistliche Ausrichtung
Die Spiritualität der Dehonianer ist stark auf Jesus Christus bezogen. Seine Liebe zu den Menschen wird im Zeichen des am Kreuz geöffneten Herzens verehrt. Jesu Liebe galt besonders den Armen und Benachteiligten. Deshalb wollen die Dehonianer Kirche und Gesellschaft gerechter gestalten, indem sie die Menschen untereinander und mit Gott versöhnen helfen wollen. So verbinden sie Mystik und Politik miteinander. Das tägliche Leben und Beten in Gemeinschaft, aber auch das vielfältige Engagement in Kirche und Welt sind ihnen gleich wichtig.

## Herz-Jesu-Priester und andere Orden
Es gibt unter der fast gleichen Abkürzung SCJ eine andere Ordensgemeinschaft (lat. Congregatio Sacratissimi Cordis Iesu), die Congrégation du Sacré-Cœur, die vom Priester Timon David gegründet wurde. Auch eine Verwechselung mit den Herz-Jesu-Missionaren (MSC) kommt häufiger vor.

## Persönlichkeiten
- Stanislaus Loh (1879–1941), Märtyrer aus der Zeit des Nationalsozialismus
- Stanislaw Kazimierz Kardinal Nagy (1921–2013), polnischer Theologe
- Paul Verschuren (1925–2000), Bischof von Helsinki (1967–1998)
- Eusébio Oscar Kardinal Scheid (1932–2021), brasilianischer Ordensgeistlicher, Erzbischof von Rio de Janeiro
- Teemu Sippo (* 1947), Bischof von Helsinki
- Heiner Wilmer (* 1961), deutscher Ordenspriester, Generaloberer, seit 2018 Bischof von Hildesheim